# Uganda na Letnich Igrzyskach Olimpijskich 1984
Reprezentacja Ugandy na Letnich Igrzyskach Olimpijskich 1984 liczyła 26 zawodników (24 mężczyzn i 2 kobiety), którzy startowali w pięciu dyscyplinach. Nie zdobyli oni żadnego medalu. Chorążym Ugandy była lekkoatletka Ruth Kyalisima, specjalizująca się w biegach płotkarskich. Nie można jednoznacznie ustalić najmłodszego i najstarszego reprezentanta, ponieważ data urodzenia dwóch kolarzy jest nieznana. 22 zawodników debiutowało na igrzyskach.
Był to siódmy start tej reprezentacji na igrzyskach olimpijskich. Najlepszym wynikiem, jaki osiągnęli reprezentanci tego kraju na Letnich Igrzyskach Olimpijskich 1984, była 5. pozycja ex aequo (porażka w ćwierćfinale), jaką Dodovic Owiny i Charles Lubulwa zajęli w Boksie.

## Tło startu
Narodowy Komitet Olimpijski powstał w 1950 roku, a Międzynarodowy Komitet Olimpijski zatwierdził go w 1956 roku.
Przed startem w Los Angeles, Ugandyjczycy mieli na koncie medale igrzysk olimpijskich. Jedyny złoty dla tego kraju wywalczył John Akii-Bua. Jak na razie jedynym medalistą, który uczynił to więcej niż jeden raz, jest Leo Rwabwogo, który w latach 1968 i 1972, zdobył odpowiednio: brązowy i srebrny medal w Boksie.
Uganda na letnich igrzyskach olimpijskich zadebiutowała w 1956 roku (wówczas jako kolonia brytyjska). Do czasu startu w igrzyskach w Los Angeles, Ugandyjczycy zdobyli 5 medali.

## Statystyki według dyscyplin
| Lp.     | Sport                | Mężczyźni | Kobiety |
| ------- | -------------------- | --------- | ------- |
| 1.      | Boks                 | 11        |         |
| 2.      | Kolarstwo            | 2         | 0       |
| 3.      | Lekkoatletyka        | 8         | 2       |
| 4.      | Pływanie             | 1         | 0       |
| 5.      | Podnoszenie ciężarów | 2         | 0       |
| Łącznie | Łącznie              | 24        | 2       |

## Boks
Ugandę w Boksie reprezentowało jedenastu zawodników. Każdy z nich wystartował w jednej konkurencji. Dwóch zawodników rozpoczęło zawody 29 lipca, czterech 30 lipca, dwóch 31 lipca, jeden 1 sierpnia, jeden 3 sierpnia, zaś ostatni 6 sierpnia.
Jednym z zawodników, który rozpoczął zawody 29 lipca, był Charles Lubulwa, który wziął udział w rywalizacji pięściarzy w wadze piórkowej. W pierwszej rundzie zmierzył się z Shane'em Knoxem z Australii, z którym wygrał 3-2. W drugiej rundzie jego rywalem był Dieudonné Mzatsi z Gabonu, z którym wygrał 5-0. W następnej, trzeciej rundzie zmierzył się z Irlandczykiem, Paulem Fitzgeraldem, którego pokonał 3-2. W ćwierćfinale uległ 0-5 Peterowi Konyegwachie z Nigerii, i tym samym odpadł z rywalizacji o medale, zajmując 5. miejsce. W wadze piórkowej najlepszy był Meldrick Taylor ze Stanów Zjednoczonych.
Tego samego dnia wystartował także William Galiwango, który wziął udział w rywalizacji pięściarzy w wadze lekkopółśredniej. W pierwszej rundzie jego przeciwnikiem był Anthony Rose z Jamajki, którego pokonał 5-0. W kolejnej zmierzył się z Nigeryjczykiem Charles'em Nwokolo. Tym razem przegrał 0-5, i zakończył swój udział w igrzyskach. Zawody wygrał Jerry Page ze Stanów Zjednoczonych.
Następnego dnia kolejni Bokserzy z tego kraju rozpoczęli swoje pojedynki. Jednym z nich był William Bagonza, który wziął udział w rywalizacji pięściarzy w wadze papierowej. W pierwszej rundzie wygrał przez RSC z reprezentantem Iraku, Abbasem Zeghayerem. W drugiej jego przeciwnikiem był Paul Gonzales ze Stanów Zjednoczonych, z którym Bagonza przegrał 0–5. W całych zawodach wygrał wspomniany Paul Gonzales.
Tego samego dnia wystąpił kolejny zawodnik, którym był John Siryakibbe. Wziął on udział w rywalizacji pięściarzy w wadze koguciej. W pierwszej rundzie wygrał 3-2 z Wenezuelczykiem, Manuelem Vílchezem. W drugiej jego przeciwnikiem był Pedro Nolasco z Dominikany, z którym przegrał 0-5. W całych zawodach wygrał Włoch, Maurizio Stecca.
Kolejnym zawodnikiem, startującym w igrzyskach, był Patrick Lihanda. Wziął udział w zawodach w wadze średniej. Lihanda odpadł już w pierwszej rundzie po porażce z Koreańczykiem, Sin Jun-seopem, (0–5). W całych zawodach triumfował wspomniany Sin Jun-seop.
Również Jonathan Kiriisa wystąpił 30 lipca. Wziął udział w rywalizacji pięściarzy w wadze półciężkiej. W pierwszej rundzie wygrał 5-0 z Malijczykiem, Djiguiblem Traoré. W drugiej jego przeciwnikiem był Kevin Barry z Nowej Zelandii, z którym przegrał 2–3. W całych zawodach wygrał reprezentant Jugosławii, Ante Josipović.
Kolejnego dnia wystąpił m.in. John Kakooza, który wziął udział w rywalizacji Bokserów w wadze muszej. W pierwszej rundzie zmierzył się z Meksykaninem Fausto Garcíą, z którym przegrał (0-5). Mistrzem olimpijskim został Amerykanin, Steve McCrory.
Kolejnym reprezentantem Ugandy był Vicky Byarugaba, Bokser wagi lekkośredniej. W pierwszej rundzie miał wolny los. W drugiej jego rywalem był Simen Auseth z Norwegii, z którym wygrał 4-1. Kolejnym przeciwnikiem Byarugaby był Francuz Christophe Tiozzo, z którym przegrał 0-5. Mistrzem olimpijskim został Amerykanin, Frank Tate.
Następnym zawodnikiem z Ugandy był Peter Okumu, Bokser wagi półśredniej. W pierwszej rundzie miał wolny los. W drugiej jego rywalem był Neva Mkadala z Tanzanii, z którym wygrał 3-2. Jego następnym rywalem był Włoch Luciano Bruno, z którym przegrał 1-4. Mistrzem olimpijskim został Amerykanin, Mark Breland.
Kolejnym reprezentantem Ugandy był Geofrey Nyeko, Bokser wagi lekkiej. W pierwszej rundzie miał wolny los. W drugiej jego rywalem był Ama Sodogah z Togo, z którym wygrał 5-0. Kolejnym przeciwnikiem Nyeki był Amerykanin, Pernell Whitaker (zwycięzca całych zawodów), z którym przegrał 0-5.
Ostatnim reprezentantem Ugandy, był Dodovic Owiny, który wziął udział w rywalizacji pięściarzy w wadze ciężkiej. W pierwszej rundzie miał wolny los. W drugiej jego rywalem był Michael Kenny z Nowej Zelandii, z którym Owiny wygrał przez RSC. Jego przeciwnikiem w ćwierćfinale był Willie deWit z Kanady, z którym ugandyjski Bokser przegrał przez nokaut, i tym samym odpadł z rywalizacji o medale, zajmując 5. miejsce. W wadze ciężkiej najlepszy był Henry Tillman ze Stanów Zjednoczonych.
Zawodnicy
- Charles Lubulwa
- William Galiwango
- William Bagonza
- John Siryakibbe
- Patrick Lihanda
- Jonathan Kiriisa
- John Kakooza
- Vicky Byarugaba
- Peter Okumu
- Geofrey Nyeko
- Dodovic Owiny

| Zawodnik          | Konkurencja          | 1/32             | 1/16                         | 1/8                   | Ćwierćfinał           | Półfinał         | Finał            | Finał   | Źródło |
| Zawodnik          | Konkurencja          | Przeciwnik Wynik | Przeciwnik Wynik             | Przeciwnik Wynik      | Przeciwnik Wynik      | Przeciwnik Wynik | Przeciwnik Wynik | Pozycja | Źródło |
| ----------------- | -------------------- | ---------------- | ---------------------------- | --------------------- | --------------------- | ---------------- | ---------------- | ------- | ------ |
| William Bagonza   | waga papierowa       | —                | Zeghayer W RSC (druga runda) | Gonzales P 0:5        | NQ                    | NQ               | NQ               | 9.      | [ 17 ] |
| John Kakooza      | waga musza           | —                | García P 0:5                 | NQ                    | NQ                    | NQ               | NQ               | 17.     | [ 18 ] |
| John Siryakibbe   | waga kogucia         | Vílchez W 3:2    | Nolasco P 0:5                | NQ                    | NQ                    | NQ               | NQ               | 17.     | [ 19 ] |
| Charles Lubulwa   | waga piórkowa        | Knox W 3:2       | Mzatsi W 5:0                 | Fitzgerald W 3:2      | Konyegwachie P 0:5    | NQ               | NQ               | 5.      | [ 20 ] |
| Geofrey Nyeko     | waga lekka           | BYE              | Sodogah W 5:0                | Whitaker P 0:5        | NQ                    | NQ               | NQ               | 9.      | [ 21 ] |
| William Galiwango | waga lekkopółśrednia | Rose W 5:0       | Nwokolo P 0:5                | NQ                    | NQ                    | NQ               | NQ               | 17.     | [ 22 ] |
| Peter Okumu       | waga półśrednia      | BYE              | Mkadala W 3:2                | Bruno P 1:4           | NQ                    | NQ               | NQ               | 9.      | [ 23 ] |
| Vicky Byarugaba   | waga lekkośrednia    | BYE              | Auseth W 4:1                 | Tiozzo P 0:5          | NQ                    | NQ               | NQ               | 9.      | [ 24 ] |
| Patrick Lihanda   | waga średnia         | —                | Sin J-s P 0:5                | NQ                    | NQ                    | NQ               | NQ               | 17.     | [ 25 ] |
| Jonathan Kiriisa  | waga półciężka       | —                | Traoré W 5:0                 | Barry P 2:3           | NQ                    | NQ               | NQ               | 9.      | [ 26 ] |
| Dodovic Owiny     | waga ciężka          | —                | BYE                          | Kenny W RSC (2 runda) | deWit P TKO (1 runda) | NQ               | NQ               | 5.      | [ 27 ] |

## Kolarstwo szosowe
Ugandę w kolarstwie reprezentowało dwóch zawodników – Muharud Mukasa i Ernest Buule. Wystartowali w indywidualnym wyścigu ze startu wspólnego (odbył się on 29 lipca), jednakże obydwoje nie ukończyli go i zostali niesklasyfikowani. Mistrzem olimpijskim został Alexi Grewal ze Stanów Zjednoczonych.
Zawodnicy
- Muharud Mukasa
- Ernest Buule

| Zawodnik       | Konkurencja                | Czas | Pozycja | Źródło |
| -------------- | -------------------------- | ---- | ------- | ------ |
| Muharud Mukasa | wyścig ze startu wspólnego | DNF  | DNF     | [ 29 ] |
| Ernest Buule   | wyścig ze startu wspólnego | DNF  | DNF     | [ 30 ] |

## Lekkoatletyka
Ugandę w lekkoatletyce reprezentowało dziesięcioro zawodników (8 mężczyzn i 2 kobiety). 6 zawodników wystartowało w jednej konkurencji, a czterech wystąpiło w dwóch konkurencjach. Trzech zawodników wystąpiło 3 sierpnia, trzech 4 sierpnia, jeden 5 sierpnia, jeden 6 sierpnia, dwóch 12 sierpnia, a sztafeta 4 razy 400 metrów wystąpiła 10 sierpnia.
Jednym z pierwszych lekkoatletów ugandyjskich, którzy startowali w Los Angeles, był Charles Mbazira, który wziął udział w rywalizacji sprinterów w biegu na 100 metrów. Mbazira startował z trzeciego toru w drugim biegu eliminacyjnym. Z wynikiem 11,03 zajął 7. miejsce, co nie dało mu awansu do następnej rundy. W łącznej klasyfikacji pierwszej rundy zajął 69. miejsce na 82 sprinterów, którzy wystąpili w eliminacjach. Zwycięzcą tej konkurencji został Carl Lewis ze Stanów Zjednoczonych.
Kolejnym reprezentantem Ugandy był Peter Rwamuhanda, który startował w eliminacjach biegu na 400 metrów przez płotki. Wystąpił w biegu eliminacyjnym nr 8, gdzie wylosował zewnętrzny, ósmy tor. Jego czas (50,55) pozwolił mu na zajęcie czwartego miejsca, a w generalnej klasyfikacji pierwszej rundy zajął 23. miejsce na 45 startujących (nie przeszedł eliminacji). Zwycięzcą tej konkurencji został Edwin Moses ze Stanów Zjednoczonych.
Pierwszą kobietą reprezentująca Ugandę na tych igrzyskach, była Evelyn Adiru – specjalizująca się w biegu na 800 metrów. Wystąpiła w biegu eliminacyjnym nr 3, gdzie wylosowała zewnętrzny, ósmy tor. Jej czas (2:07,39) pozwolił jej na zajęcie szóstego miejsca, a w generalnej klasyfikacji pierwszej rundy zajęła 21. miejsce na 25 startujących (nie przeszła eliminacji). Zwyciężczynią tej konkurencji została Doina Melinte z Rumunii.
Następnego dnia, w eliminacjach biegu na 400 metrów pojawiło się dwóch ugandyjskich sprinterów – Moses Kyeswa i Mike Okot. Pierwszy z nich wystąpił w biegu eliminacyjnym nr 5, gdzie wylosował zewnętrzny, pierwszy tor. Jego czas (46,78) pozwolił mu na zajęcie czwartego miejsca, jednakże nie przeszedł eliminacji. Zaś drugi z Ugandyjczyków wystartował w dziesiątym biegu eliminacyjnym (wylosował tor nr 1). Uzyskał czas 46,68, co pozwoliło mu na zajęcie piątego miejsca, jednakże podobnie jak Kyeswa, nie awansował do dalszej fazy zawodów. W generalnej klasyfikacji pierwszej rundy zajęli odpowiednio: 41. i 34. miejsce (na 80 startujących). Zwycięzcą tej konkurencji został Alonzo Babers ze Stanów Zjednoczonych.
Jedynym przedstawicielem konkurencji technicznych był Justin Arop, który specjalizował się w rzucie oszczepem. W kwalifikacjach wystąpił w grupie B. W najlepszej próbie uzyskał odległość 69,76 m, tym samym nie wypełnił minimum potrzebnego do awansu do finału (83 metry) i został sklasyfikowany na 27. miejscu w gronie 28. uczestników tej konkurencji. Mistrzem olimpijskim został Arto Härkönen z Finlandii.
Następnego dnia, w eliminacjach biegu na 400 metrów przez płotki wystartowała Ruth Kyalisima. W eliminacjach pobiegła w trzecim biegu eliminacyjnym, gdzie wylosowała tor nr 7. Czas, który uzyskała (57,38), dał jej awans (zajęła 3. miejsce w tym biegu) do biegu półfinałowego, który odbył się dzień później. Tam zaś startowała w drugim półfinale, gdzie wylosowała czwarty tor. Uzyskawszy wynik 57,02 (który jest zarazem jej rekordem życiowym), zajęła 7. miejsce, i nie awansowała do finału. W końcowej klasyfikacji zajęła 14. miejsce (na 26 zawodniczek). Zwyciężyła Marokanka, Nawal El Moutawakel.
6 sierpnia, w biegu na 200 metrów wystartował John Goville. W eliminacjach startował z siódmego toru w dziesiątym biegu eliminacyjnym. Zajął drugie miejsce, przegrywając ze zwycięzcą o 0,27 sekundy (Goville uzyskał czas 21,59) a tym samym awansował do biegu ćwierćfinałowego, który odbył się tego samego dnia. W tym zaś (startując z siódmego toru w trzecim biegu ćwierćfinałowym) uzyskał czas 21,55, jednakże nie awansował do biegów półfinałowych. W łącznej klasyfikacji zajął 29. miejsce na 30 startujących. Zwycięzcą tej konkurencji został Carl Lewis ze Stanów Zjednoczonych.
10 sierpnia w sztafecie 4 razy 400 metrów wystartowało czterech ugandyjskich sprinterów w składzie: Goville, Kyeswa, Rwamuhanda, Okot. Startowali w drugim biegu eliminacyjnym, w którym to uzyskali czas 3:06,65, a tym samym awansowali do półfinału, który odbył się tego samego dnia. Startowali w pierwszym biegu półfinałowym, w którym zajęli czwarte miejsce (uzyskali czas 3:04,02), jednak mimo to awansowali do finału. Ten zaś odbył się następnego dnia. Ugandyjczycy po raz kolejny poprawili swój wynik (tym razem uzyskując czas 3:02,09) i zajęli 7. miejsce, wyprzedzając jedynie ekipę Kanady. Zwyciężyła sztafeta amerykańska.
Ostatnimi reprezentantami Ugandy w Los Angeles, byli Vincent Ruguga i Wilson Achia. Rozpoczęli oni swój występ od finału w biegu maratońskim. Ruguga uzyskał czas 2:17:54, i przybiegł na metę jako 29. zawodnik, zaś Achia nie ukończył biegu i został niesklasyfikowany. Zwycięzcą tej konkurencji został Carlos Lopes z Portugalii.
Mężczyźni
- Charles Mbazira
- John Goville
- Moses Kyeswa
- Mike Okot
- Vincent Ruguga
- Wilson Achia
- Peter Rwamuhanda

Kobiety
- Evelyn Adiru
- Ruth Kyalisima

| Zawodnik                                             | Konkurencja                | Eliminacje | Eliminacje | Ćwierćfinał | Ćwierćfinał | Półfinał | Półfinał | Finał    | Finał   | Źródło               |
| Zawodnik                                             | Konkurencja                | Rezultat   | Miejsce    | Rezultat    | Miejsce     | Rezultat | Miejsce  | Rezultat | Miejsce | Źródło               |
| ---------------------------------------------------- | -------------------------- | ---------- | ---------- | ----------- | ----------- | -------- | -------- | -------- | ------- | -------------------- |
| Charles Mbazira                                      | bieg na 100 m              | 11,03      | 69.        | NQ          | NQ          | NQ       | NQ       | NQ       | NQ      | [ 45 ]               |
| John Goville                                         | bieg na 200 m              | 21,59      | 43. Q      | 21,55       | 29.         | NQ       | NQ       | NQ       | NQ      | [ 46 ]               |
| Moses Kyeswa                                         | bieg na 400 m              | 46,78      | 41.        | NQ          | NQ          | NQ       | NQ       | NQ       | NQ      | [ 47 ]               |
| Mike Okot                                            | bieg na 400 m              | 46,68      | 34.        | NQ          | NQ          | NQ       | NQ       | NQ       | NQ      | [ 48 ]               |
| Vincent Ruguga                                       | maraton                    | —          | —          | —           | —           | —        | —        | 2:17:54  | 29.     | [ 49 ]               |
| Wilson Achia                                         | maraton                    | —          | —          | —           | —           | —        | —        | DNF      | DNF     | [ 50 ]               |
| Peter Rwamuhanda                                     | bieg na 400 m przez płotki | 50,55      | 23.        | —           | —           | NQ       | NQ       | NQ       | NQ      | [ 51 ]               |
| Peter Rwamuhanda John Goville Mike Okot Moses Kyeswa | sztafeta 4 × 400 m         | 3:06,65    | 13. Q      | —           | —           | 3:04,02  | 9. q     | 3:02,09  | 7.      | [ 41 ] [ 42 ] [ 43 ] |

| Zawodnik    | Konkurencja    | Eliminacje | Eliminacje | Finał    | Finał   | Źródło |
| Zawodnik    | Konkurencja    | Rezultat   | Miejsce    | Rezultat | Miejsce | Źródło |
| ----------- | -------------- | ---------- | ---------- | -------- | ------- | ------ |
| Justin Arop | rzut oszczepem | 69,76      | 27.        | NQ       | NQ      | [ 52 ] |

Kobiety
| Zawodniczka    | Konkurencja                | Eliminacje | Eliminacje | Półfinał | Półfinał | Finał    | Finał   | Źródło |
| Zawodniczka    | Konkurencja                | Rezultat   | Miejsce    | Rezultat | Miejsce  | Rezultat | Miejsce | Źródło |
| -------------- | -------------------------- | ---------- | ---------- | -------- | -------- | -------- | ------- | ------ |
| Evelyn Adiru   | bieg na 800 m              | 2:07,39    | 21.        | NQ       | NQ       | NQ       | NQ      | [ 53 ] |
| Ruth Kyalisima | bieg na 400 m przez płotki | 57,38      | 11. Q      | 57,02    | 14.      | NQ       | NQ      | [ 3 ]  |

## Pływanie
Ugandę w pływaniu reprezentował jeden zawodnik. Był nim Daniel Mulumba, który wystąpił w jednej konkurencji.
31 lipca Ugandyjczyk wystąpił w eliminacjach wyścigu na 100 metrów stylem dowolnym. Mulumba startował w dziewiątym wyścigu eliminacyjnym. Z wynikiem 1:07,86 zajął ostatnie, 8. miejsce w swoim wyścigu eliminacyjnym i tym samym nie awansował do następnej fazy zawodów (w łącznej klasyfikacji zajął ostatnie, 68. miejsce). Zwycięzcą tej konkurencji został Rowdy Gaines ze Stanów Zjednoczonych.
Mężczyźni
- Daniel Mulumba

| Zawodnik       | Konkurencja           | Eliminacje | Eliminacje | Finał B | Finał B | Finał | Finał   | Źródło |
| Zawodnik       | Konkurencja           | Czas       | Miejsce    | Czas    | Miejsce | Czas  | Miejsce | Źródło |
| -------------- | --------------------- | ---------- | ---------- | ------- | ------- | ----- | ------- | ------ |
| Daniel Mulumba | 100 m stylem dowolnym | 1:07,86    | 68.        | NQ      | NQ      | NQ    | NQ      | [ 56 ] |

## Podnoszenie ciężarów
Uganda w podnoszeniu ciężarów reprezentowana była przez dwóch sztangistów. Każdy z nich wystartował w jednej konkurencji.
Jako pierwszy podczas igrzysk wystąpił Fred Bunjo, który wystartował w kategorii do 75 kilogramów. W rwaniu dwie próby na 100 i 105 kilogramów miał udane, natomiast próbę na 110 kilogramów spalił. Rwanie zakończył na 20. miejscu. W podrzucie wszystkie trzy próby na 130, 135 i 140 kilogramów miał udane. Podrzut zakończył na 18. miejscu, i z wynikiem 245 kilogramów w dwuboju zajął 18. miejsce wyprzedzając jednego sklasyfikowanego i dwóch niesklasyfikowanych zawodników. Zwycięzcą tej konkurencji został Karl-Heinz Radschinsky z RFN.
Kolejnym reprezentantem Ugandy był John Kyazze. Startował w kategorii do 110 kilogramów. W rwaniu dwie próby na 92,5 oraz na 95 kilogramów spalił, natomiast trzeciej próby nie wykonał. W podrzucie pierwszą próbę na 115 kilogramów miał udaną, następną na 120 kilogramów spalił, natomiast ostatnią na 120 kilogramów, zaliczył. Podrzut zakończył na 12. miejscu. Jednakże nie zaliczywszy rwania, Kyazze został niesklasyfikowany. Zwycięzcą tej konkurencji został Norberto Oberburger z Włoch.
Zawodnicy
- Fred Bunjo
- John Kyazze

| Zawodnik    | Konkurencja    | Rwanie | Rwanie  | Podrzut | Podrzut | Razem  | Pozycja | Źródło |
| Zawodnik    | Konkurencja    | Wynik  | Pozycja | Wynik   | Pozycja | Razem  | Pozycja | Źródło |
| ----------- | -------------- | ------ | ------- | ------- | ------- | ------ | ------- | ------ |
| Fred Bunjo  | waga do 75 kg  | 105 kg | 18.     | 140 kg  | 18.     | 245 kg | 18.     | [ 64 ] |
| John Kyazze | waga do 110 kg | DNF    | DNF     | 120 kg  | 12.     | DNF    | DNF     | [ 65 ] |